# Avenida Gerardo Unger
La avenida Gerardo Unger es una de las principales avenidas de la ciudad de Lima, capital del Perú. Se extiende de sur a norte, en los distritos de Rímac, San Martín de Porres, Independencia, Los Olivos y Comas. Su nombre es en homenaje al ingeniero polaco, Gerardo Unger, radicado en Perú.

## Historia

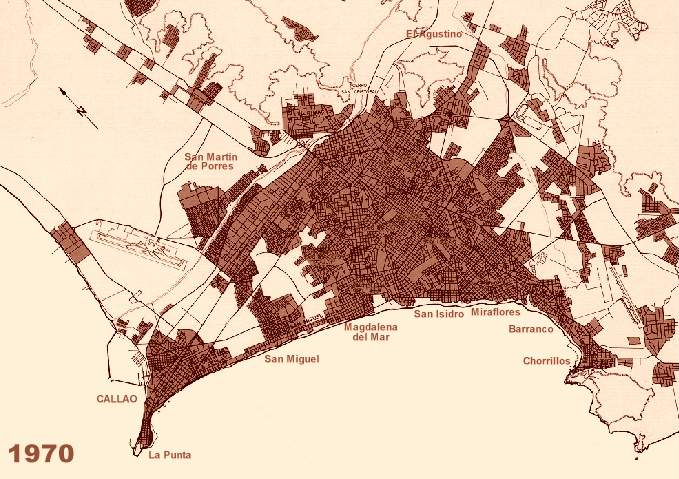
La avenida Gerardo Unger en los planos de Lima.

El trazado de la avenida se remonta al Qhapaq Ñan, caminos inca en la ciudad. Los vehículos que ingresaban a Lima por el norte lo hacían por esta avenida, conocida como la Antigua Panamericana Norte. Hasta que en 1955, en el mandato de Manuel Odría, se construyó la autopista Lima - Ancón, parte de la carretera Panamericana Norte. Por esos años, gran parte de la actual avenida, tenía como vía adyacente al Ferrocarril Lima-Ancón, el cual funcionó hasta 1964.[cita requerida]
En 1969, también era denominada carretera a Canta, porque para ir al antiguo pueblo de Carabayllo y al Trapiche para pasar a Canta, tenían que hacerlo por esta vía, siendo la primera parte paralela al ferrocarril. En 1989, con la creación del distrito de Los Olivos, parte de su recorrido se denomina Rosa de América, en representación al comité gestor de este distrito. En 2010, parte de su recorrido se denomina Metropolitana, ya que en un principio la vía era un límite popular entre la zona poblada o metropolitana con las haciendas de Carabayllo. Asimismo, fue por la representación del sistema de transporte Metropolitano, inaugurado en esos años.

## Recorrido
Inicia en el cruce de las avenidas Caquetá y Túpac Amaru, en el límite de los distritos de Rímac y San Martín de Porres. Atraviesa hitos como el Fuerte Militar Rafael Hoyos Rubio, la Universidad Nacional de Ingeniería, el Supermercado Metro UNI, durante este tramo es paralela a la avenida Túpac Amaru. Al cruzar la avenida Tomás Valle, se encuentran hitos como el Gran Terminal Terrestre, y posteriormente, el Terminal de Naranjal.
Al cruzar la avenida Naranjal, en el distrito de Los Olivos, recibe el nombre de Rosa de América, que es paralela a la avenida Metropolitana. En este punto, se ubica la Universidad de Ciencias y Humanidades.  Al cruzar la avenida San Bernardo, la vía se une con la avenida Metropolitana por tramos. Después, la vía ingresa al Pueblo de Infantas, zona en disputa limítrofe entre los distritos San Martín de Porres y Comas. Al cruzar la avenida Los Ángeles, se encuentra el Complejo Comercial Unicachi. Finalmente, cruza la autopista Trapiche Chillón y se convierte en una calle que pasa por una zona industrial hasta finalizar a orillas del rio Chillón.